# Гемптон енд Річмонд Боро
ФК «Гемптон енд Річмонд Боро» (англ. Hampton & Richmond Borough Football Club) — англійський футбольний клуб з Гемптона, Лондон, заснований у 1921 році. Виступає у Національній лізі Півдня. Домашні матчі приймає на стадіоні «Бівері Стедіум», потужністю 3 500 глядачів.